# 조경수 (가수)
조경수(1948년 12월 18일 ~ )는 대한민국의 가수이다.

## 주요 이력
조경수는 1948년에 경기도 양주시에서 태어나서 잠시 유년기를 보낸 후 서울로 올라와 환일고등학교를 졸업했다. 
1966년에 언더그라운드 라이브 클럽에서 록 음악을 주로 하는 가수로 첫 데뷔하였다. 1976년 솔로 정규 1집을 발표하였는데, 데뷔 음반 타이틀곡인 '아니야'가 히트하면서 이름이 알려지기 시작했다. 1978년에는 '행복이란'과 '돌려줄 수 없나요'가 연이어 크게 히트하면서 그는 가요계 '꽃미남 인기가수'로 자리를 잡았다. 1979년 번안곡 'YMCA'와 '징기스칸'을 히트 시켰다.
1979년 TBC 동양방송에서 최고 인기가수상을 수상했다.
그는 1982년까지 9집 앨범을 발매하는 등 음악활동을 지속하면서 다른 한 편, 엔터테인먼트 사업에도 관여했는데, 1983년에 사업의 실패로 큰 부채를 떠 안게 되었다. 실의에 빠진 그는 부인과 이혼하고, 어린 아이 둘(당시 3살이었던 조승우와 6살이었던 조서연)을 남겨둔 채 홀로 미국으로 떠났다.
이후 미국에서 만난 MBC 6기 공채 탤런트 출신 조혜석과 만남을 갖고, 2004년에 한국에 돌아와 그녀와 재혼을 했다.
그는 한국에 돌아온 뒤 방송 출연을 하기 시작하면서, 자신의 아들이자 유명한 배우가 된 조승우를 자주 거론해 화제가 되었다. 그러나 이는 그의 일방적인 언급이며 정작 가족으로서 친밀한 왕래는 전혀 없는 것으로 알려져 있다.
자식들과 남과 다름 없는 사이인 것은 조경수가 밝힌 두 에피소드에서도 알 수 있다. 먼저 딸 조서연은 결혼식에 그를 초대하지 않았으며, 딸은 전처의 남자 형제 즉 외삼촌 손을 잡고 입장했다고 한다. 또한 아들 조승우에게 새해에 '아버지에게 인사 안 하냐'고 문자를 보냈는데, 답장으로 '아버지 무슨 말 하시는 겁니까'라고 왔다고 한다.

## 수상 내역
- 1977년 동양방송TBC 10대 가수상 / KBS 10대 가수상 / 문화방송 10대 가수상
- 1978년 KBS 10대 가수상 / 동양방송TBC 10대 가수상
- 1979년 문화방송 10대 가수상 / 동양방송TBC 최고 가수상

## 음반
- 1976년 《조경수 1집》 (아니야 / 행복 찾는 비둘기)
- 1977년 《조경수 2집》 (정말 가시나요)
- 1977년 《조경수 2-1집》 (어떡해 / 그대 그림자)
- 1978년 《조경수 3집》 (돌려줄 수 없나요 / 머물게 해주)
- 1978년 《조경수 4집》 (그때 그여인 / 사랑하니까)
- 1978년 《조경수 4집 재발매》 (행복이란 / 아들)
- 1979년 《조경수 5집》 (Y.M.C.A / 높은 하늘아)
- 1979년 《조경수 6집》 (머물고 싶지만 / 징기스칸)
- 1980년 《조경수 7집》 (하루해가 저물었네 / 형)
- 1981년 《조경수 8집》 (가버린 사랑 / 내 마음 모르고)
- 1982년 《조경수 9집》 (곰바우 / 그러나 당신 미워요)
- 2008년 (헤이유)
- 2016년 (훈장 / 바로바로 당신)

## 출연 프로그램
- 1978년 MBC 《명랑운동회》
- 1978년 KBS 《토요일 오후 6시 쇼》
- 1978년 TBC 《주간 가요대행진》
- 1981년 MBC 《영 일레븐》
- 1993년 KBS 《열린음악회》
- 2000년 KBS 《가요무대》
- 2006년 KBS 《콘서트 7080》
- 2010년 MBC 《아우라》
- 2010년 SBS 《초콜릿》
- 2016년 KBS 《비타민》
- 2016년 KBS 《불후의 명곡 - 전설을 노래하다》